# Сычев, Сергей Михайлович
 Сергей Михайлович Сычев  — участник борьбы за власть СССР на Алтае.

## Биография
Родился в городе Красноуфимске Пермской губернии в 1887 году, в мещанской семье. Окончил четыре класса реального училища, затем был исключён за организацию ученической забастовки. Сдал экзамен на фармацевта, работал аптекарем в Кунгуре, с 1907 года — в Барнауле. В 1908 году вступил в организацию РСДРП, в ноябре был арестован вместе с семью другими подпольщиками. Больше двух лет провел в тюрьме (в ожидании суда). Заболел туберкулёзом. В январе 1911 года приговорен к лишению всех прав и к ссылке. Был сослан в Енисейскую губернию, там приобщился к кооперативной работе. Освобождённый Февральской революцией 1917 года, вернулся в Барнаул, где работал инструктором в Алтайском союзе кооператоров, примкнул к большевикам, включился в партийную работу. Избран гласным городской думы, членом Барнаульского совета рабочих и солдатских депутатов, возглавил губернский продовольственный комитет. На этом посту сделал многое для снабжения продовольствием рабочих Москвы и Петрограда. 15 июня 1918 года красногвардейцы под натиском белых оставили Барнаул. С ними ушли партийные и советские руководители города. Будучи тяжело больным, Сычев был вынужден остаться. Вскоре его арестовали и 28 июня 1918 г. без какого-либо суда и следствия расстреляли.

## Память
Именем Сычева названа улица в Барнауле (бывший Алексеевский переулок).